# Coco Jamboo
«Coco Jamboo» es un sencillo de la banda eurodance alemana Mr. President publicado en su segundo álbum de estudio We See the Same Sun de 1996.
La canción fue un éxito en Europa y América Latina, alcanzando los diez primeros lugares en muchas listas europeas. También les dio su entrada a los charts en México, Estados Unidos y Argentina, alcanzando el número 21 en los EE. UU. Billboard Hot 100 en julio de 1997.

## Videoclip
El video musical, fue lanzado en abril de 1996, y se muestra a los miembros de la banda caminando en una playa y cantando junto con otras personas. Fue grabado en Carúpano, una pequeña ciudad situada en las costas venezolanas. El video muestra específicamente Playa Medina y Plaza Santa Rosa, dos sitios turísticos de Carúpano, y también parte del Carnaval de Carúpano, uno de los carnavales más famosos en Venezuela.

## Versión navideña
Durante la temporada navideña de 1996, una versión navideña de «Coco Jamboo» fue lanzado por la banda, con nuevas letras y con instrumentos de fiesta. En la actualidad se puede ver en YouTube.

## Lista de canciones
CD maxi
1. «Coco Jamboo» (Radio Versión) - 3:37
2. «Coco Jamboo» (Extended Version) - 5:42
3. «Coco Jamboo» (Groove Version) - 6:02
4. «Coco Jamboo» (Mousse T.'s Club Mix - Radio Edit) - 3:10
5. «Coco Jamboo» (Mousse T.'s Extended Club Mix) - 6:15
6. «Coco Jamboo» (Mousse T.'s Dangerous Dub) - 6:17
7. «Coco Jamboo» (Versión instrumental) - 3:33
8. «Coco Jamboo» (Put In On Another Version) - 3:17

CD maxi (Remixes)
1. «Coco Jamboo» (C. C.'s R & B Mix) - 4:14
2. «Coco Jamboo» (Chico y Chico Tribal Radio Mix) - 3:42
3. «Coco Jamboo» (Candy Club Remix) - 5:46
4. «Coco Jamboo» (Candy Club's Ragga Jump) - 5:03
5. «Coco Jamboo» (Chico y Chico Tribal Remix) - 6:36
6. «Coco Jamboo» (Original Radio Versión) - 3:38

## Listas musicales de canciones
| País              | Lista (1996-1997)                   | Mejor posición |
| ----------------- | ----------------------------------- | -------------- |
| Alemania          | German Singles Chart                | 2              |
| Australia         | Australian Singles Chart            | 7              |
| Austria           | Austrian Singles Chart              | 1              |
| Bélgica (Flandes) | Belgian Singles Chart               | 11             |
| Bélgica (Valonia) | Belgian Singles Chart               | 17             |
| Canadá            | RPM Singles Chart                   | 37             |
| Dinamarca         | Tracklisten                         | 4              |
| Estados Unidos    | Billboard Hot 100                   | 21             |
| Estados Unidos    | Billboard Hot Dance Music/Club Play | 17             |
| Estados Unidos    | Billboard Top 40 Mainstream         | 17             |
| Estados Unidos    | Billboard Rhythmic Top 40           | 26             |
| Finlandia         | Finnish Singles Chart               | 3              |
| Francia           | French SNEP Singles Chart           | 28             |
| Irlanda           | Irish Singles Chart                 | 3              |
| Italia            | Italian Singles Chart               | 9              |
| Noruega           | VG-lista                            | 2              |
| Nueva Zelanda     | NZ Singles Chart                    | 9              |
| Países Bajos      | Dutch Top 40                        | 2              |
| Reino Unido       | UK Singles Chart                    | 8              |
| Suecia            | Swedish Singles Chart               | 1              |
| Suiza             | Swiss Singles Chart                 | 1              |
| Europa            | European Hot 100 Singles            | 2              |

| Predecesor: «Children» de Robert Miles | Austrian Singles Chart — Sencillo N.º 1 16 de junio de 1996 — 21 de julio de 1996       | Sucesor: «Killing Me Softly with His Song» de The Fugees |
| Predecesor: «Wannabe» de Spice Girls   | Swedish Singles Chart — Sencillo N.º 1 20 de septiembre de 1996 - 13 de octubre de 1996 | Sucesor: «Free Like a Flying Demon» de E-type            |
| Predecesor: «Macarena» de Los del Río  | Swiss Singles Chart — Sencillo N.º 1 2 de junio de 1996 - 9 de junio de 1996            | Sucesor: «Macarena» de Los del Río                       |

## Certificaciones
| País        | Certificación | Fecha                   | Ventas certificadas | Ref.   |
| ----------- | ------------- | ----------------------- | ------------------- | ------ |
| Alemania    | Platino       | 1996                    | 500 000             | [ 13 ] |
| Australia   | Platino       | 1997                    | 70 000              | [ 14 ] |
| Austria     | Oro           | 27 de junio de 1996     | 15 000              | [ 15 ] |
| Reino Unido | Plata         | 1 de julio de 1997      | 200 000             | [ 16 ] |
| Suecia      | Oro           | 12 de noviembre de 1996 | 10 000              | [ 17 ] |
| Suiza       | Oro           | 1996                    | 10 000              | [ 18 ] |